# 亀吉いちこ
亀吉 いちこ（かめよし いちこ、5月30日 - ）は、日本の漫画家。2018年4月までのペンネームはいちこ。
成人向け漫画で活動するほか、同人サークル「あまいちご」で活動も行なっている。

## 概要
主に『COMIC快楽天BEAST』（ワニマガジン社）、『COMIC BAVEL』（文苑堂）、『Girls forM』（茜新社）、『アクションピザッツDX』（双葉社）にて作品を執筆している。
過去には『ナマイキッ!』（竹書房）、『COMICポプリクラブ』（マックス）、『コミックプラム』（ジーウォーク）などでも執筆していた。
2018年5月1日よりペンネームを従来の「いちこ」から「亀吉いちこ」に改名した。

## 作品リスト

### 単行本

#### いちこ名義
- 『変態的な彼女』 （2010年7月28日発売、ジーウォーク〈ムーグコミックス〉、ISBN 978-4-86297-278-1）
- 『えむちっく』 （2011年10月28日発売、ジーウォーク〈ムーグコミックス〉、ISBN 978-4-86297-315-3）
- 『ふしだらな国のorz』 （2012年9月28日発売、ジーウォーク〈ムーグコミックス〉、ISBN 978-4-86297-348-1）
- 『おねがい♥』 （2012年9月28日発売[3]、ジーウォーク〈ムーグコミックス／ピーチシリーズ〉、ISBN 978-4-86297-349-8）
- 『アリス淫ワンダーランド』 （2013年3月28日発売[4]、ジーウォーク〈ムーグコミックス／ピーチシリーズ〉、ISBN 978-4-86297-368-9）
- 『カノジョのオモチャ』 （2013年4月発売、エンジェル出版〈エンジェルコミックス〉、ISBN 978-4-87306-498-7）
- 『子宝の神様は巫女の処女に興味がある様子です？』 （2014年9月5日発売[5]、竹書房〈バンブーコミックス〉、ISBN 978-4-81248-780-8）
- 『あまくちとろけずむ』[6] （2015年2月20日発売[7]、ワニマガジン社〈ワニマガジンコミックススペシャル〉、ISBN 978-4-86269-355-6）
- 『あまいろおねえさん』 （2015年11月発売、エンジェル出版〈エンジェルコミックス〉、ISBN 978-4-87306-675-2）
- 『ビンカン♥ゆるふわ娘』 （2016年4月27日発売[8]、竹書房〈バンブーコミックス COLORFUL SELECT〉、ISBN 978-4-80195-514-1）
- 『制服発情も～ど』[9] （2016年8月30日発売[10]、文苑堂〈BAVEL COMICS〉、ISBN 978-4-86117-249-6）
- 『ハメともおねえちゃん』 （2017年9月発売、エンジェル出版〈エンジェルコミックス〉、ISBN 978-4-87306-779-7）
- 『不純異性交配のススメ』[11] （2017年10月21日発売[12]、ワニマガジン社〈ワニマガジンコミックススペシャル〉、ISBN 978-4-86269-519-2）

#### 亀吉いちこ名義
- 『えっち大好き成長期』[13] （2018年10月30日発売[14]、文苑堂〈BAVEL COMICS〉、ISBN 978-4-86117-306-6）
- 『ダンジョンの魔王は最弱っ!?』 （原作：日曜、キャラクター原案：nyanya、KADOKAWA〈MFコミックス〉、全4巻）※コミカライズ
  1. 2019年4月22日発売[15]、ISBN 978-4-04065-595-6
  2. 2019年9月20日発売[16]、ISBN 978-4-04064-031-0
  3. 2020年3月23日発売[17]、ISBN 978-4-04064-473-8
  4. 2020年12月23日発売[18]、ISBN 978-4-04065-962-6
- 『Dog Breeders』 （2019年9月2日発売[19]、茜新社〈TENMACOMICS G4M〉、ISBN 978-4-86349-789-4）
- 『だぶる調教チャレンジ』 （2020年6月発売、エンジェル出版〈エンジェルコミックス〉、ISBN 978-4-87306-908-1）
- 『勇者になれなかった三馬鹿トリオは、今日も男飯を拵える』 （原作：くろぬか、キャラクター原案：TAPI岡、双葉社〈モンスターコミックス〉、2022年1月〜2023年4月、全2巻）※コミカライズ
  1. 2022年4月28日発売[20]、ISBN 978-4-575-41402-8
  2. 2023年4月28日発売[21]、ISBN 978-4-575-41512-4
- 『異世界ホテルへようこそ～魔族で勇者な最強姉たちから溺愛されて困ってます～』（少年画報社〈ヤングキングコミックス〉、2022年12月〜、既刊4巻）
  1. 2023年7月24日発売[22]、ISBN 978-4-7859-7445-9
  2. 2024年4月22日発売[23]、ISBN 978-4-7859-7643-9
  3. 2024年12月6日発売[24]、ISBN 978-4-7859-7821-1
  4. 2025年5月2日発売[25]、ISBN 978-4-7859-7930-0
- 『ディメンションウェーブ』（原作：アネコユサギ、キャラクター原案：植田亮、KADOKAWA、2024年10月～）※コミカライズ

### 単行本未収録
- 異世界リフレ〜たわわ異種族娘に全力で迫られてるかもしれません〜（『ヤングキング』2025年2号[26] - ）

### 挿絵
- 『AV男優入門』(三和出版、2018年4月19日) - 数点のイラスト[27]